# Lorium
Lorium era una località situata sulla via Aurelia, nei pressi dell'odierna Castel di Guido (nel XIII municipio di Roma Capitale). La località era citata nella Tabula Peutingeriana come prima stazione di posta sulla via al suo XII miglio da Roma.
Vi si trovava una villa costruita dall'imperatore Antonino Pio che vi morì nel marzo 161 e nella quale risiedettero anche Adriano e Marco Aurelio.
Nella località si sono rinvenute tracce di un borgo di epoca romana che attraversò una fase ricca di costruzioni nel corso della seconda metà del I secolo a.C.
Resti di costruzioni ai lati della strada e di tombe furono rimessi in luce in scavi condotti nel 1823-1824.
Lorium fu sede di un'antica diocesi con il titolo di Santa Rufina, unificata sotto papa Callisto II con la diocesi di Porto nell'attuale sede suburbicaria di Porto-Santa Rufina.
Sulle vicine colline esistono numerose tracce di ville romane suburbane residenziali.
Gli scavi della Soprintendenza archeologica di Roma presso la villa dell'Olivella nel 2006, condotti dopo iniziali scavi clandestini di tombaroli scoperti dalla Guardia di Finanza nel 2005, hanno riportato in luce un impianto termale con pavimenti a mosaico pertinente a una grande villa residenziale del II-III secolo
Altri due nuclei residenziali erano già stati individuati nei pressi sul monte delle Colonnacce ("villa delle Colonnacce", già depredata dai tombaroli negli anni settanta), e sul monte Aurelio.